# Prionospio membranacea
Prionospio membranacea är en ringmaskart som beskrevs av Imajima 1990. Prionospio membranacea ingår i släktet Prionospio och familjen Spionidae. Inga underarter finns listade i Catalogue of Life.